# 尼子十勇士
尼子十勇士（あまごじゅうゆうし）是戰國大名尼子氏的家臣之中，擁立尼子勝久力圖再興尼子家的10位傑出的武士。
以山中鹿介為首，因講談、立川文庫等而有名。『後太平記』已提到「尼子十勇士」之名。之後在『常山紀談』、『陰德太平記』等各種軍記物中登場，但是十人的姓名各有不同。
- 『後太平記』（山中鹿介、秋宅庵助、寺本生死助、尤道理助、今川鮎助、藪中荊助、橫道兵庫助、五月早苗助、植田稻葉助）
- 『常山紀談』（山中鹿介、藪原荊之介、五月早苗介、上田稻葉之介、尤道理之介、早川鮎之介、川岸柳之介、井筒女之介、阿波鳴戶之介、破骨障子之介）
- 『立川文庫』（山中鹿之助、秋宅庵之助、橫道兵庫之助、寺元生死之助、皐月早苗之助、早川鮎之助、大谷古猪之助、高橋渡之助、藪中茨之助、荒波碇之助）

「尼子十勇士」被認為是後世的創作，但是，其中的山中、秋宅、橫道是實在的尼子家臣。

## 脚注
1. ↑  延宝5年（1677）刊

## 外部連結
- 雲州尼子一族 （页面存档备份，存于）